# 더크 블로커
더크 블로커(Dirk Blocker, 1957년 7월 31일 ~ )는 미국의 배우이다.
할리우드에서 태어났다.

## 출연 작품
- 라저 댄 라이프 (1996년)
- 허수아비 (1995년)
- 리오 그란데 (1993년)
- 돌아온 보난자 (1993년)
- 숏 컷 (1993년)
- 헨리와 프레디의 마지막 비상구 (1992년)
- 사설 탐정 해리 (1990년)
- 폭력 교실 (1989년)
- 핑크 캐딜락 (1989년)
- 사령관의 아들 (1988년)
- 메이드 인 헤븐 (1987년)
- 프린스 오브 다크니스 (1987년)
- 레인 시티 (1985년)
- 스타맨 (1984년)
- 더 보더 (1982년)
- 폴터가이스트 (1982년) - 제프 쇼 역
- 퀴즈 대소동 (1980년)
- 타이타닉 인양 (1980년)
- 제8 전투 비행대 (1976년)

### 텔레비전
- 닥터 웰비 (1969년)
- 비버리힐즈의 아이들 (1990년)
- 브룩클린 나인-나인 시즌2 (2014년)